# Aymberedactylus
Aymberedactylus cearensis
Genre
Espèce
Aymberedactylus (signifiant « doigt de petit lézard ») est un genre de ptérosaure tapejaridé provenant de la Formation Crato (en) du Crétacé inférieur, au Brésil. Il ne contient qu’une seule espèce, Aymberedactylus cearensis.

## Découverte et dénomination
Le spécimen holotype de Aymberedactylus, MN 7596-V, est une mandibule presque complète, préservée en trois dimensions. Il a été découvert dans la Formation Crato (en), datant de l’Aptien-Albien, un konservat-lagerstätte bien connu pour la conservation exceptionnelle de ses fossiles, et il a été décrit en 2016.
Le nom Aymberedactylus dérive du mot tupi aymbere (« petit lézard ») et du grec daktylos (« doigt »), tandis que le nom spécifique fait référence à l’État brésilien du Ceará, où le fossile a été découvert.

## Description

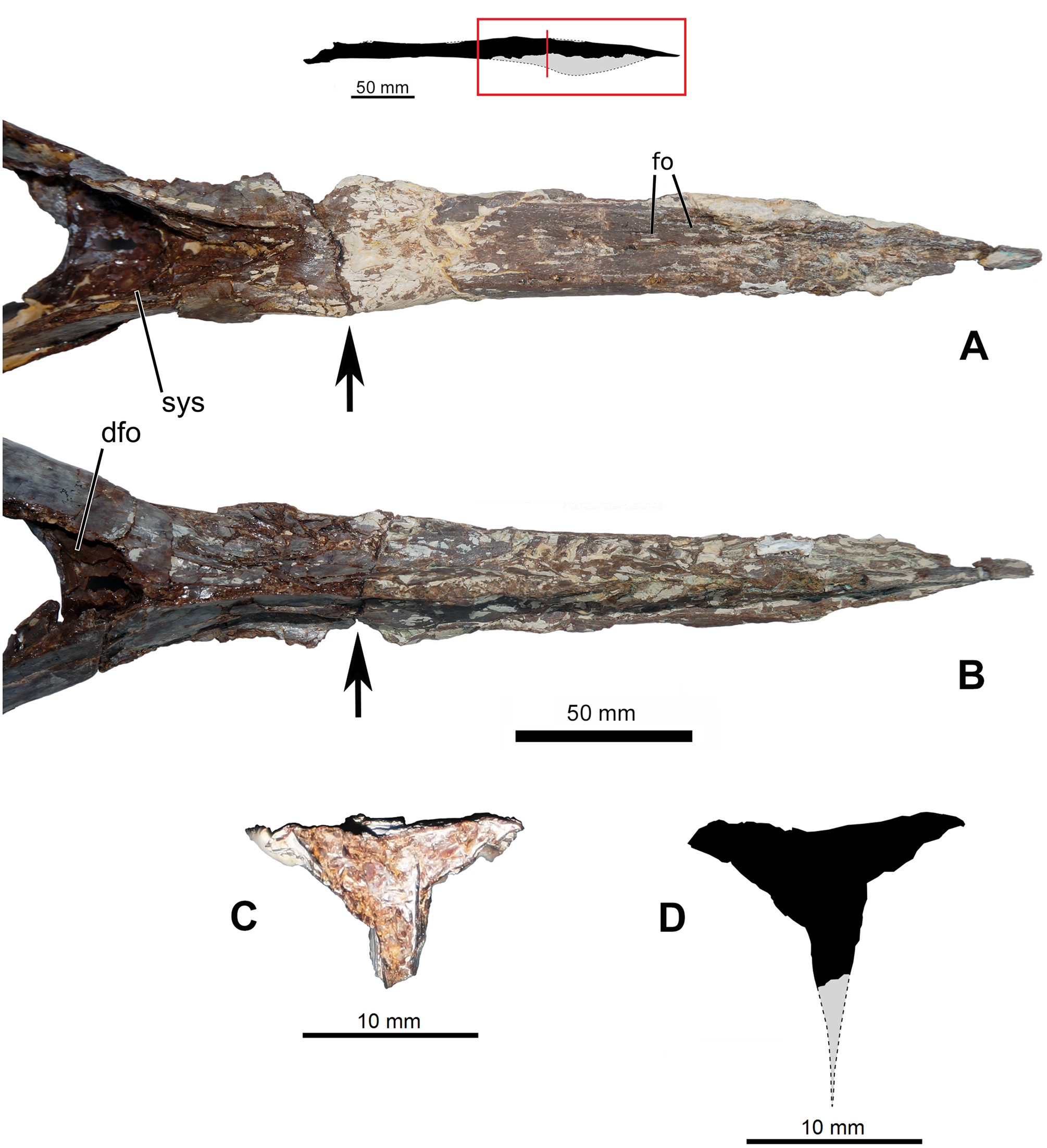
Symphyse de la mandibule.

Aymberedactylus peut être identifié comme un tapejaridé de la sous-famille des tapejarinés à partir de sa mâchoire holotype, en raison de l’absence de dents, d’une symphyse dentaire légèrement incurvée vers le bas représentant la moitié de la longueur totale de la mâchoire, ainsi que d’une petite crête sur la face inférieure du dentaire (incomplètement préservée). De petits foramina neurovasculaires sur la symphyse indiquent probablement la présence d’une gaine cornée recouvrant l’extrémité de la mâchoire, comme observé chez Tupandactylus. La portion préservée mesure 270 millimètres (11 pouces) de long.
Il peut être distingué des autres ptérosaures par un long processus rétroarticulaire (une projection à laquelle s’attache le muscle depressor mandibulae, ce qui implique que Aymberedactylus avait un bon contrôle du mouvement de ses mâchoires) et par une petite fosse, ou dépression, à la texture osseuse rugueuse sur l’os splenial. De plus, Aymberedactylus présente une combinaison unique de caractères : la plateforme de la symphyse dentaire est profonde, le bord dorsal de la symphyse est concave, la mâchoire est relativement large, la fosse dentaire est courte et peu profonde (ce qui indique une morsure relativement faible), et les branches mandibulaires forment un angle très ouvert avec la symphyse. Ces caractères représentent une combinaison unique de traits basaux et dérivés au sein des Tapejaridae.
Le spécimen préservé de Aymberedactylus aurait eu une envergure d’environ 2 mètres (6 pieds 7 pouces), ce qui est typique des tapejaridés. À en juger par l’absence de fusion complète entre certains os du crâne, il s’agissait probablement d’un subadulte.

## Phylogénie

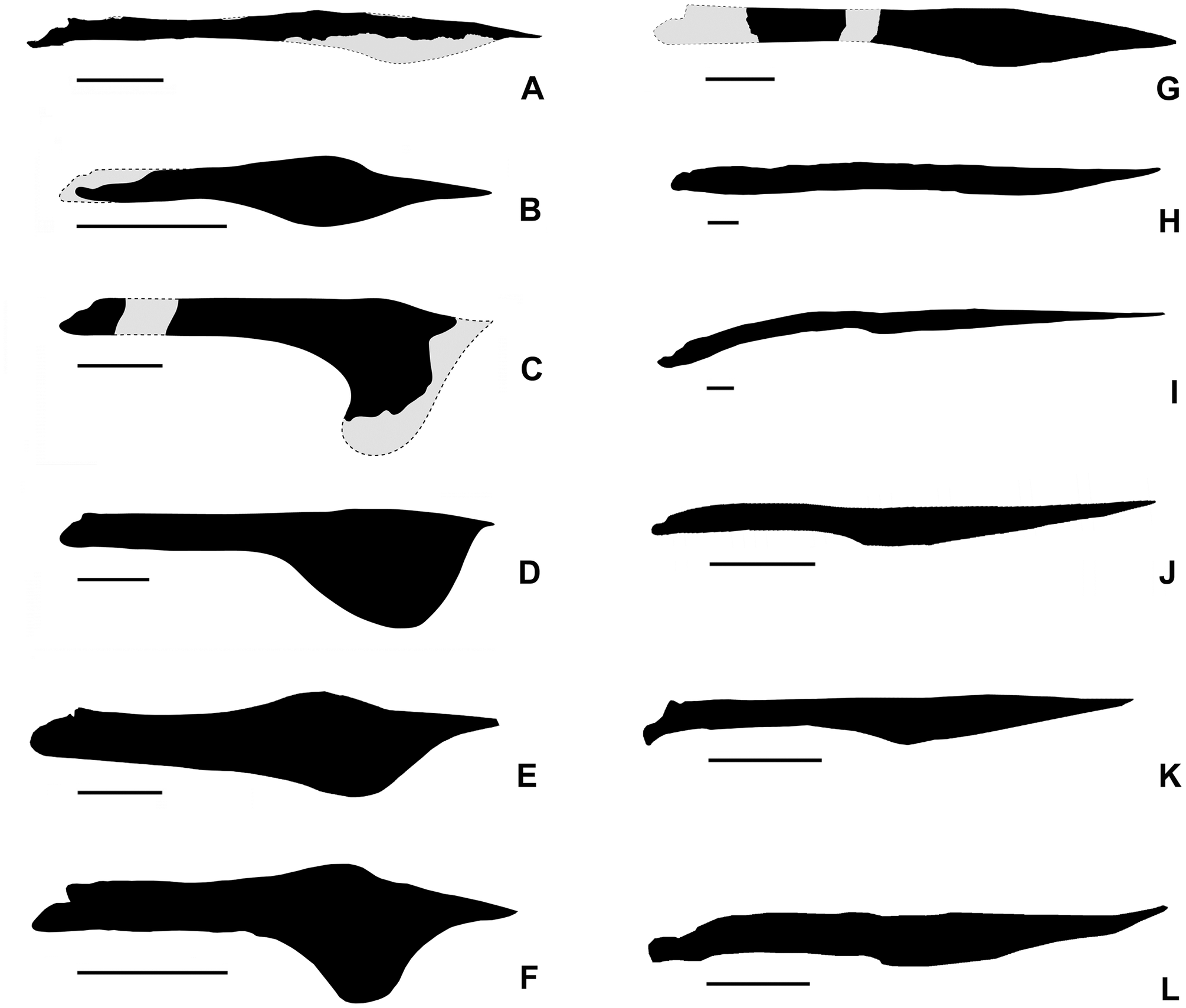
Comparaison des mandibules des azhdarchoïdes, remarquez Aymberedactylus (A).

Une analyse phylogénétique menée en 2016 a placé Aymberedactylus comme le tapejariné le plus basal :
|  | Europejara olcadesorum  |
|  |                         |
|  | Tupandactylus imperator |
|  |                         |
|  | Tapejara wellnhoferi    |
|  |                         |
|  | Caiuajara dobruskii     |
|  |                         |

|  | Sinopterus dongi          |
|  |                           |
|  | Eopteranodon lii          |
|  |                           |
|  | "Huaxiapterus" benxiensis |
|  |                           |
|  | "Huaxiapterus" corollatus |
|  |                           |

|  | Europejara olcadesorum  |
|  |                         |
|  | Tupandactylus imperator |
|  |                         |
|  | Tapejara wellnhoferi    |
|  |                         |
|  | Caiuajara dobruskii     |
|  |                         |

|  | Sinopterus dongi          |
|  |                           |
|  | Eopteranodon lii          |
|  |                           |
|  | "Huaxiapterus" benxiensis |
|  |                           |
|  | "Huaxiapterus" corollatus |
|  |                           |

|  | Europejara olcadesorum  |
|  |                         |
|  | Tupandactylus imperator |
|  |                         |
|  | Tapejara wellnhoferi    |
|  |                         |
|  | Caiuajara dobruskii     |
|  |                         |

|  | Sinopterus dongi          |
|  |                           |
|  | Eopteranodon lii          |
|  |                           |
|  | "Huaxiapterus" benxiensis |
|  |                           |
|  | "Huaxiapterus" corollatus |
|  |                           |

|  | Europejara olcadesorum  |
|  |                         |
|  | Tupandactylus imperator |
|  |                         |
|  | Tapejara wellnhoferi    |
|  |                         |
|  | Caiuajara dobruskii     |
|  |                         |

|  | Sinopterus dongi          |
|  |                           |
|  | Eopteranodon lii          |
|  |                           |
|  | "Huaxiapterus" benxiensis |
|  |                           |
|  | "Huaxiapterus" corollatus |
|  |                           |